# Prudnik (stacja kolejowa)
Prudnik – stacja kolejowa w Prudniku, w województwie opolskim, w Polsce. Według klasyfikacji PKP ma kategorię dworca lokalnego.

## Ruch pasażerski
| Rok  | Wymiana pasażerska na dobę |
| ---- | -------------------------- |
| 1948 | 700–1 000                  |
| 2017 | 100–149                    |
| 2022 | 150–199                    |

## Opis
Prudnik to stacja węzłowa. Dworzec położony jest w północnej części miasta, przy ulicy Dworcowej. Naprzeciwko niego (od strony ulicy) znajduje się obszerny skwer. Przez prudnicką stację kolejową przebiega linia kolejowa nr 137 relacji Katowice – Legnica, zwana magistralą podsudecką. Dodatkowo rozpoczyna się tu linia kolejowa nr 306 prowadząca do Krapkowic. Na stacji znajdują się dwie nastawnie (dawniej trzy), które posiadają urządzenia mechaniczne scentralizowane. Stacja w Prudniku posiada 7 torów głównych. Do obsługi podróżnych służą 2 niskie perony – przy peronie 1, przylegającym do dworca, znajduje się duża wiata.

## Historia

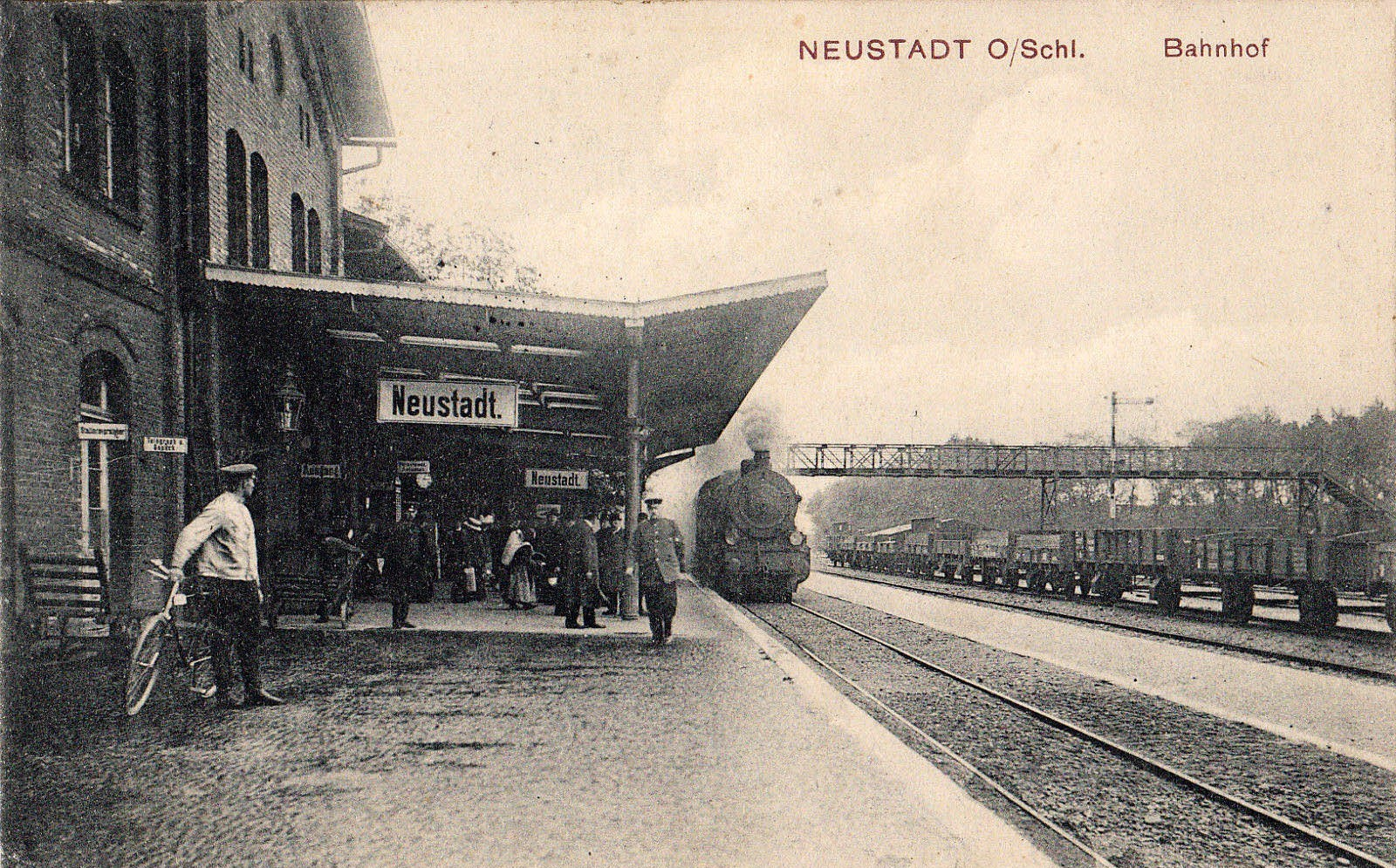
Stacja kolejowa w Prudniku (1913)

Powstanie stacji w Prudniku wiązało się z rozwojem przemysłu na terenie Górnego Śląska od połowy XVIII wieku, kiedy to rządy nad regionem przejęło Królestwo Prus w wyniku zwycięskiej wojny z państwem Habsburgów. Na początku XIX wieku wraz z pojawieniem się transportu kolejowego powstały pierwsze inicjatywy połączenia regionu z Wrocławiem. Już w 1843 pojawił się pomysł budowy połączenia Wrocławia z Górnym Śląskiem, które miałoby prowadzić m.in. przez Prudnik. 12 stycznia 1853 zamierzano utworzyć połączenie kolejowe na linii Koźle–Prudnik. 10 stycznia 1866 prudnicki magistrat wydał odezwę do mieszkańców, aby ci kupowali akcje, co miało umożliwić budowę kolei przez Prudnik. Za doprowadzeniem kolei do miasta lobbowali m.in. Fränklowie, właściciele fabryki tekstylnej w Prudniku. Spółka Kolej Górnośląska 7 lipca 1869 otrzymała koncesję na budowę linii z Ząbkowic Śląskich. Budowę kolejowej magistrali podsudeckiej ukończono w 1876. Ruch towarowy na stacji w Prudniku uroczyście zainaugurowano 15 sierpnia, a pasażerski – 1 października. Dworzec w Prudniku posiadał bardzo dobrze rozbudowaną infrastrukturę kolejową – rozbudowane torowisko, wydzieloną część dla obsługi transportu towarowego, brukowane drogi, wieżę ciśnień i inne budynki towarzyszące.

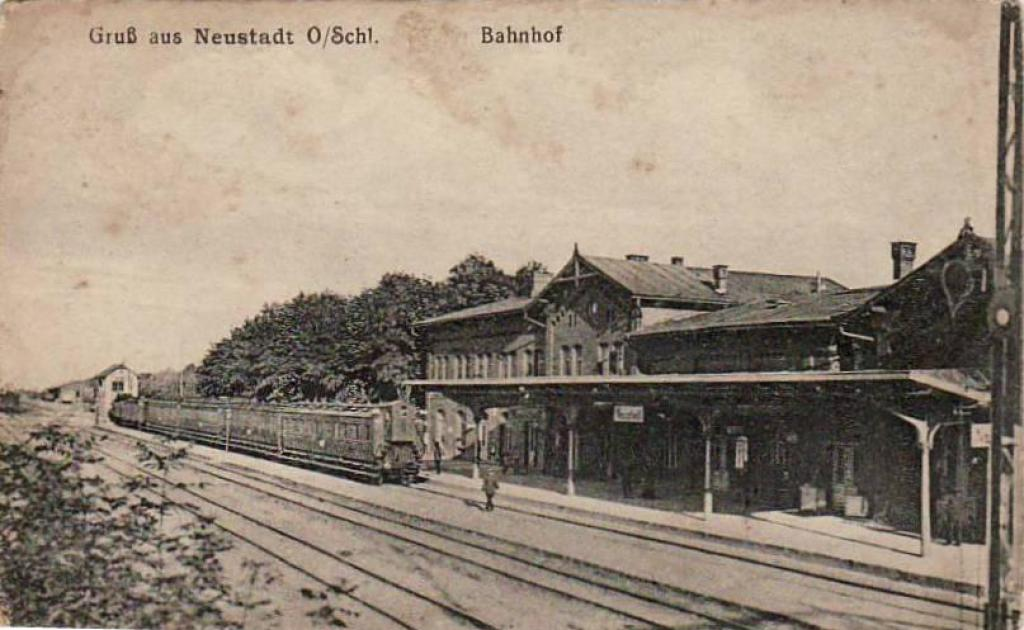
Stacja kolejowa w Prudniku (ok. 1916)

W 1895 firma Lenz & Co, lokalne samorządy, właściciele papierni w Krapkowicach oraz majątków ziemskich zawiązali spółkę Kolej Prudnicko-Gogolińska z siedzibą w Prudniku, której celem stała się budowa drugorzędnej, normalnotorowej linii lokalnej z Prudnika do Gogolina, na stacjach końcowych stycznej z istniejącymi już w tym czasie liniami państwowymi. 19 sierpnia 1895 spółka uzyskała koncesję, po czym przystąpiono do prac budowlanych. Pierwszy odcinek – z Prudnika do Białej Prudnickiej – oddano dla ruchu towarowego 22 października 1896, a już 4 grudnia 1896 oddano do użytku całą linię z Prudnika do Gogolina, zarówno dla ruchu towarowego, jak i osobowego. Na stacji w Prudniku zbudowano specjalną, prowadzącą na trzeci peron metalową kładkę dla pieszych, biegnącą nad torami linii Kędzierzyn-Kamieniec Ząbkowicki i torami manewrowymi.

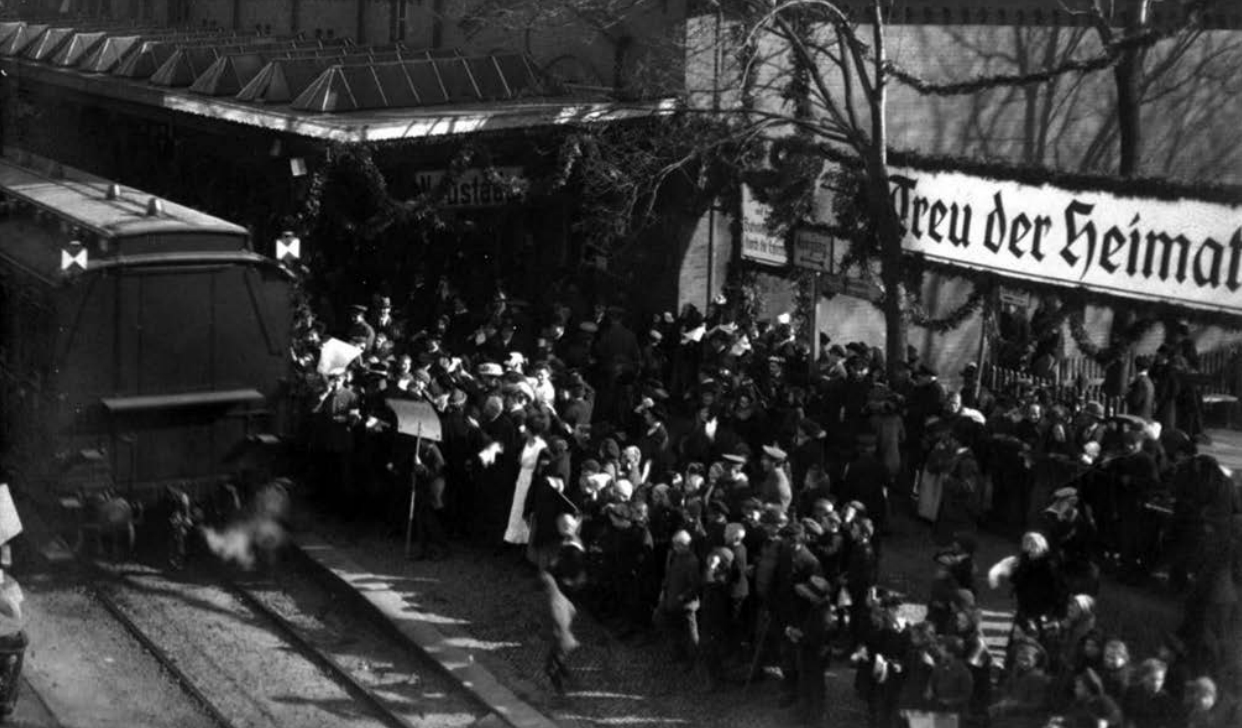
Przyjazd pociągu z emigrantami górnośląskimi do Prudnika

Na przełomie XIX i XX wieku planowano doprowadzenie bocznicy kolejowej ze stacji do prudnickich koszar przez Plac Wolności, powstanie linii wzdłuż Złotego Potoku, a także połączenie linią kolejki wąskotorowej Prudnika ze Ścinawą Małą, gdzie znajdowała się stacja końcowa linii z Nysy. 10 sierpnia 1903 na dworzec przybyła cesarzowa Augusta Wiktoria, by dokonać wizji terenów zniszczonych podczas powodzi z 10 lipca. W 1913 wzniesiono dwie nastawnie.

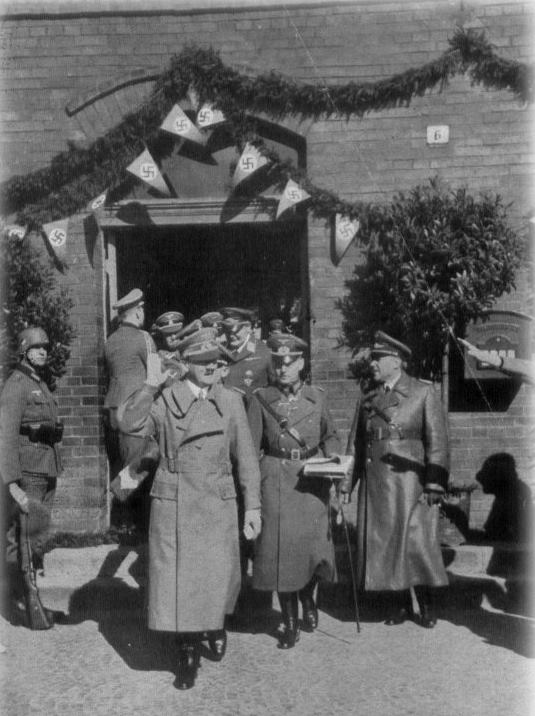
Adolf Hitler przed dworcem kolejowym w Prudniku (1938)

7 października 1938 stacja w Prudniku była miejscem przesiadkowym dla Adolfa Hitlera, który wybrał się stąd na wizytację Kraju Sudetów po układzie monachijskim. Hitlerowi towarzyszyli: Hermann Göring, Heinrich Himmler, Gerd von Rundstedt, Erhard Milch, Hans-Jürgen Stumpff, Hans von Salmuth, Josef Wagner i Hellmut Körner. Wizyta Hitlera w Prudniku została uwieczniona na filmie Einmarsch in das Sudetenland.

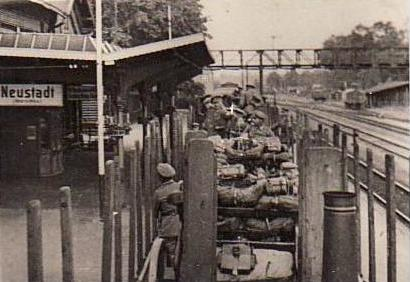
Pociąg z niemieckim wojskiem (1939)

Podczas bitwy o Prudnik w 1945 stacja była wykorzystywana przez żołnierzy Armii Czerwonej w celu wywożenia do ZSRR wyposażenia prudnickiej fabryki włókienniczej znanej po wojnie jako ZPB „Frotex”. W czasie działań wojennych, polscy żołnierze zostawili skrzynki z minami na terenie dworca. 3 grudnia 1945 niemiecki robotnik doprowadził do wybuchu jednej z min. Zginął natychmiastowo, a znajdujące się w pobliżu 4 kobiety i 14-letni chłopiec zostali ranieni odłamkami. Jedna z nich, Niemka, zmarła. Tego samego dnia, podczas badania miejsca wypadku, sierżant MO doprowadził do wybuchu kolejnej miny. Wraz z nim zginął stojący przy nim członek miejscowej Straży Ochrony Kolei. Po tych wydarzeniach, wojsko oczyściło teren z min i porzuconej amunicji.
30 marca 1955 na dworcu kolejowym w Prudniku, miejscowa młodzież wyjeżdżająca na komisję poborową zabiła członka Prezydium Zarządu ZMP, który zwrócił im uwagę za śpiewanie pieśni niemieckich. W 1967 wzniesiono kompleks budynków schroniska ISE Nysa koło nastawni „Pdk 2”. Znalazły się w nim pomieszczenia dla elektryków i służby drogowej.
W latach 70. XX wieku w poczekalni dworca wyłożono posadzkę i pokryto ściany około półtora metra marmurem. W poczekalni znajdował się kiosk „Ruchu”, przechowalnia bagażu, trzy kasy biletowe oraz bufet. W zachodniej części parteru znajdowała się świetlica dla młodzieży z wypożyczalnią książek, a we wschodniej „Przychodnia Kolejowa”. Na pierwszym piętrze budynku utworzono biuro związków zawodowych, komitet zakładowy PZPR, pokój noclegowy dla drużyn konduktorskich, centralę telefoniczną oraz biuro zawiadowcy stacji, a także biuro kadr. Po wschodniej stronie stacji, w budynku przy peronie pierwszym, znajdował się posterunek poczty.
Do lat 80. XX wieku w budynku prudnickiego dworca funkcjonowała restauracja, w której podawano pełne posiłki, a także alkohol. Suwnicę przy nastawni „Pdk” sprzedano Zakładom Przemysłu Bawełnianego „Frotex”. Wczesnym popołudniem 3 lutego 1985 na stację w Prudniku zajechał parowóz Pt47 (pociąg pospieszny relacji Lublin–Kudowa-Zdrój). Na przedzie lokomotywy zauważono krew i przyczepioną do maszyny torbę z ubraniami. Okazało się, że na przejeździe kolejowo-drogowym w Dytmarowie doszło do zderzenia pociągu z ciągnikiem RSP Jasiona. 2 osoby zginęły na miejscu, a 1 osoba została ciężko ranna (mężczyzna trafił w śpiączkę, zmarł kilka lat później). Wypadek spowodowany był błędem dróżnika, który mimo wiedzy o zbliżającym się pociągu, na prośbę pasażerów ciągnika podniósł rogatki, by mogli przejechać. Przez śnieżycę maszynista nie widział ciągnika.

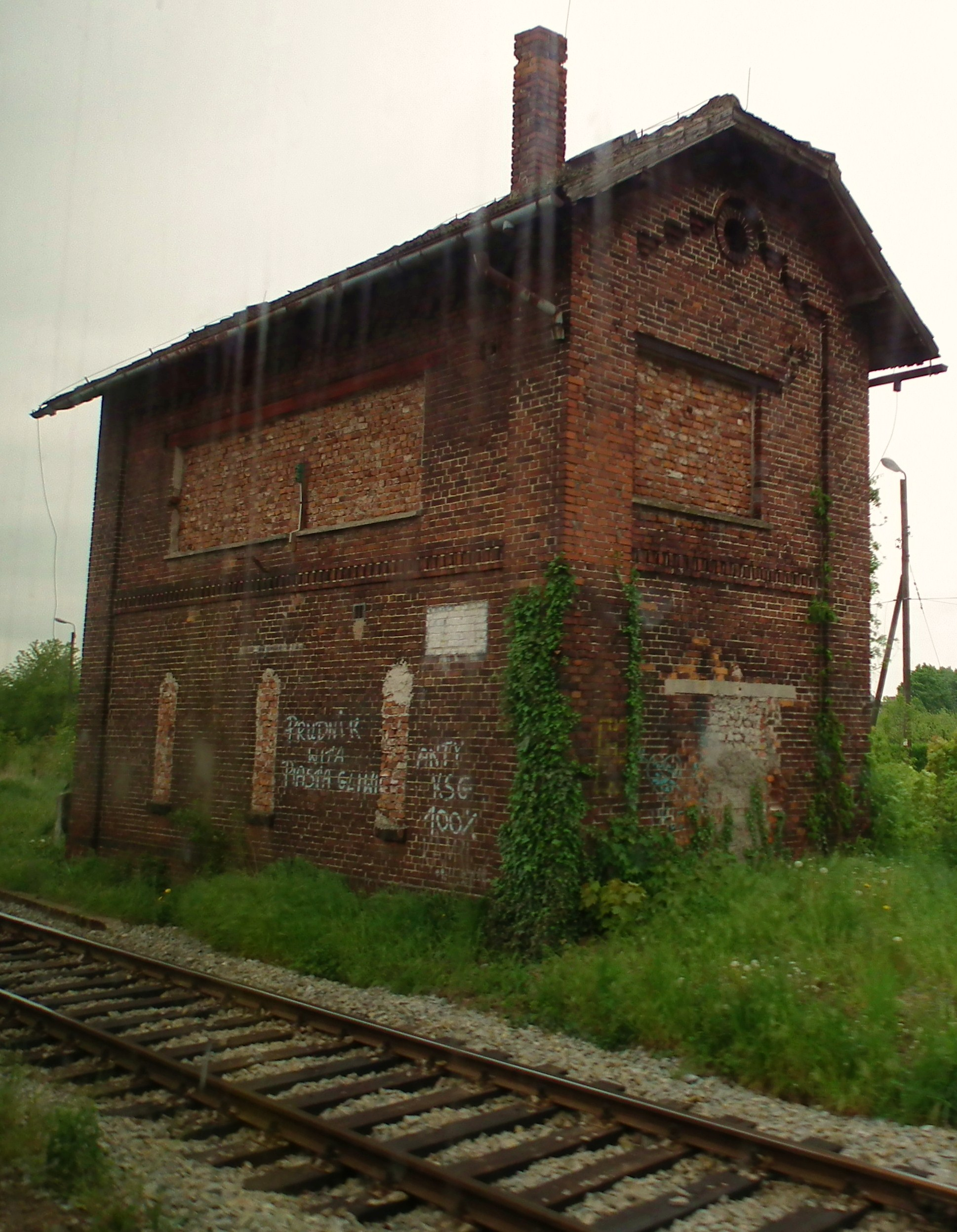
Nastawnia „Pdk” zlikwidowana w latach 1995–1998

Od 1982 budowany był magazyn, w którym miały się znaleźć: Kierownictwo Nadzoru Liniowego, biura, kuźnia i garaż dla drezyny. Budowę wstrzymano w latach 90. XX wieku. W latach 1995–1998 zlikwidowano nastawnię główną „Pdk”. W czasie powodzi tysiąclecia, 9 lipca 1997 na rampę dworca w Prudniku dotarły trzy wagony pociągu z ok. 150 pacjentami ewakuowanymi ze szpitala w Nysie. Na transport czekało na dworcu 20 karetek. Zniszczony został most na Odrze między stacjami Krapkowice Otmęt i Krapkowice. Od tej pory ruch na linii kolejowej nr 306 prowadzono wyłącznie od strony Prudnika, jednak 28 listopada 2005 w związku z pogarszającym się stanem torów linia została zamknięta. 3 sierpnia 2016 zmodernizowana linia relacji Prudnik–Krapkowice została oddana do użytku, co znów uczyniło miasto węzłem kolejowym. Tory miały być wykorzystywane do celów wojskowych (dojazd do Centralnej Składnicy Materiałów Wybuchowych pod Krapkowicami) i przemysłowych; planowano corocznie dwa przejazdy kontrolne. Organizowane są przejazdy pociągami turystycznymi z Prudnika do Krapkowic i z powrotem.
Gmina Prudnik od 2015 przygotowywała się na przejęcie dworca kolejowego w celu utworzenia przy nim nowego centrum przesiadkowego (rozmowy w tej sprawie trwały kilkanaście lat). Po dwóch latach przygotowań, w 2017 spółka PKP wycofała się z podpisania umowy przekazania obiektu, jako uzasadnienie podając informację o objęciu dworca kolejowego w Prudniku Programem Inwestycji Dworcowych PKP S.A. na lata 2016–2023. Ostatecznie dworzec w Prudniku został wypisany z programu, natomiast jego odnowa została uwzględniona na „liście zadań inwestycyjnych PKP S.A. rekomendowanych do wykonania w latach 2021–2027” ze względu na planowaną modernizację linii kolejowej nr 137.
W latach 2007-2021 przez stację nie były organizowane przejazdy dalekobieżne. Wraz z wejściem rozkładu jazdy w dniu 22 grudnia 2021 r. wprowadzono dwa połączenia dalekobieżne - TLK "Sudety" w relacji Kraków Główny - Jelenia Góra oraz TLK "Kormoran" relacji Polanica-Zdrój - Olsztyn Główny (przez stacje Kędzierzyn-Koźle, Gliwice, Katowice, Zawiercie, Warszawa). Wraz z wejściem rozkładu jazdy pociągów w roku 2022 drugie powyższe zostało zniesione. 10 grudnia 2023 r. utworzono nowe połączenie - TLK "Szczeliniec" w relacji i Kraków Główny - Jelenia Góra przez stację Kłodzko Główne.

## Połączenia

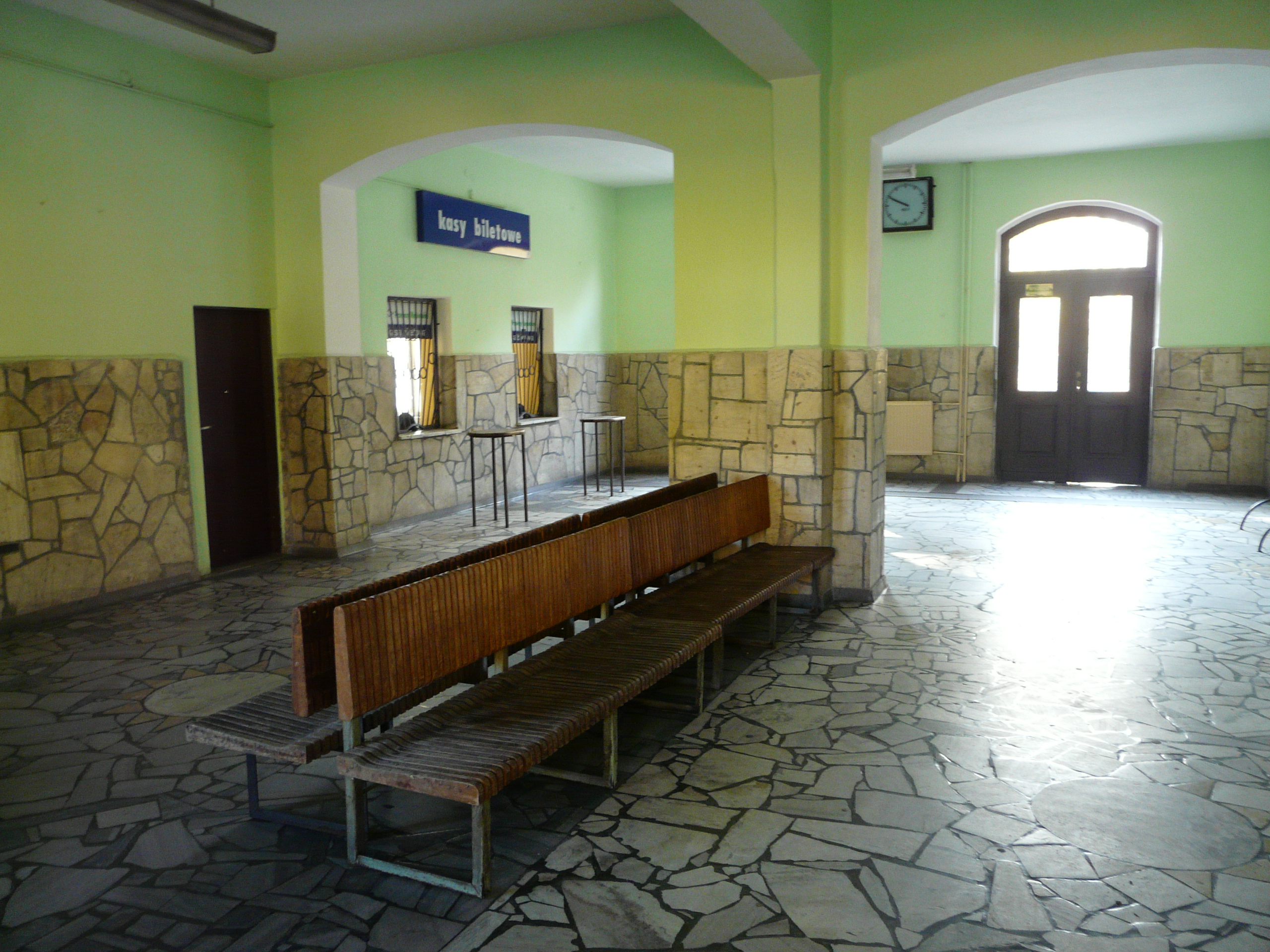
Poczekalnia

Według rozkładu jazdy z dnia 10 grudnia 2023 stacja posiada połączenia do stacji:

### Organizowane przez PolRegio
- Brzeg (przez stację Nysa)

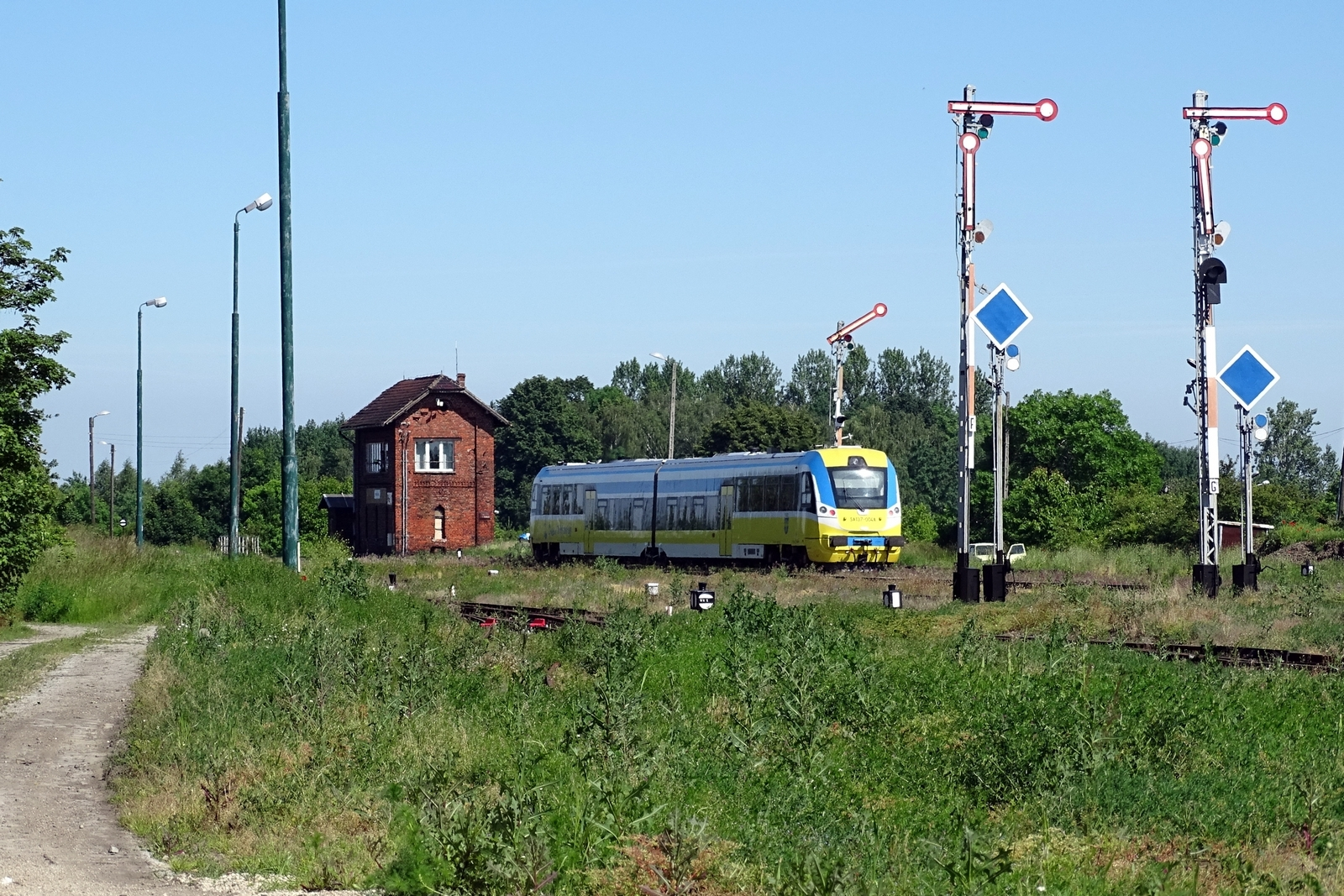
Pociąg Przewozów Regionalnych wjeżdżający na stację Prudnik

- Kamieniec Ząbkowicki (przez stację Nysa)
- Kędzierzyn-Koźle
- Kłodzko Miasto (przez stacje Nysa, Kamieniec Ząbkowicki, Kłodzko Główne)
- Nysa

### Organizowane przez PKP Intercity

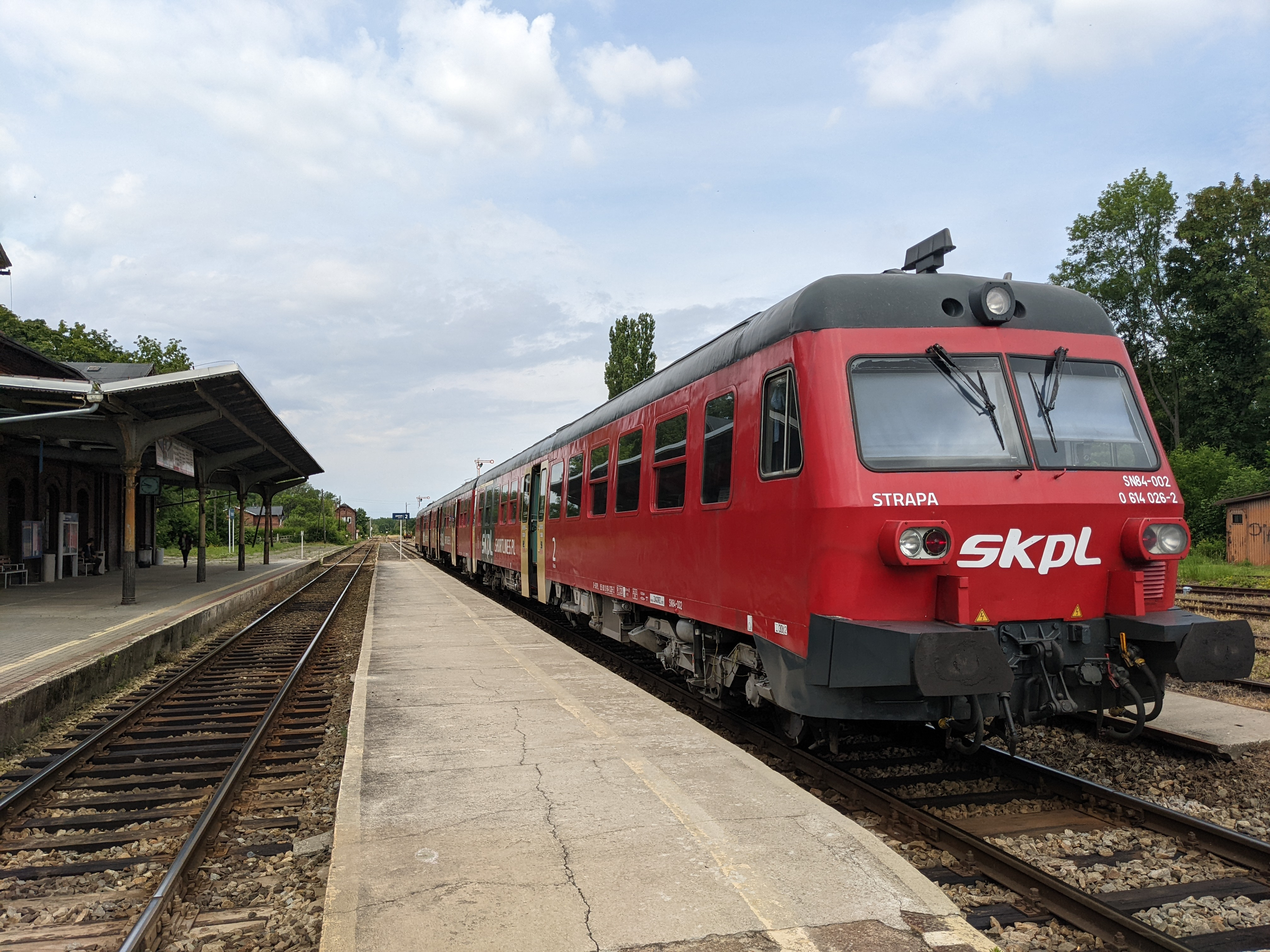
SN84-002 SKPL na stacji Prudnik

- Gliwice (przez stacje Kędzierzyn-Koźle)
- Jelenia Góra (przez stacje Nysa, Ząbkowice Śląskie, Dzierżoniów i Świdnica - TLK "Sudety")
- Jelenia Góra (przez stacje Nysa, Kamieniec Ząbkowicki, Kłodzko Główne, Wałbrzych - TLK "Szczeliniec")
- Katowice (przez stacje Gliwice, Zabrze)
- Kłodzko Główne (przez stacje Nysa, Kamieniec Ząbkowicki)
- Kraków Główny (przez stacje Kędzierzyn-Koźle, Gliwice i Katowice)
- Wałbrzych (przez stacje Nysa, Kamieniec Ząbkowicki)
- Zabrze (przez stację Gliwice)

## Nawiązania i odniesienia w kulturze
Opisany jako „leżący na peryferiach miasta” dworzec kolejowy w Prudniku jest jednym z miejsc akcji powieści Lato umarłych snów autorstwa niemieckiego pisarza Harry’ego Thürka, przedstawiającej sytuację Niemców w Prudniku tuż po II wojnie światowej. Hirschke, jeden z głównych bohaterów powieści, pracował na stacji jako kolejarz. Na placu dworcowym spotkał swoją narzeczoną. Wzdłuż torów kolejowych z Prudnika do Nysy i z powrotem szedł pieszo drugi bohater powieści – Latta. Sprzątaczką na dworcu była robotnica przymusowa z Polski. Ze stacji w Prudniku wywożono Niemców do obozu w Łambinowicach.

## Galeria

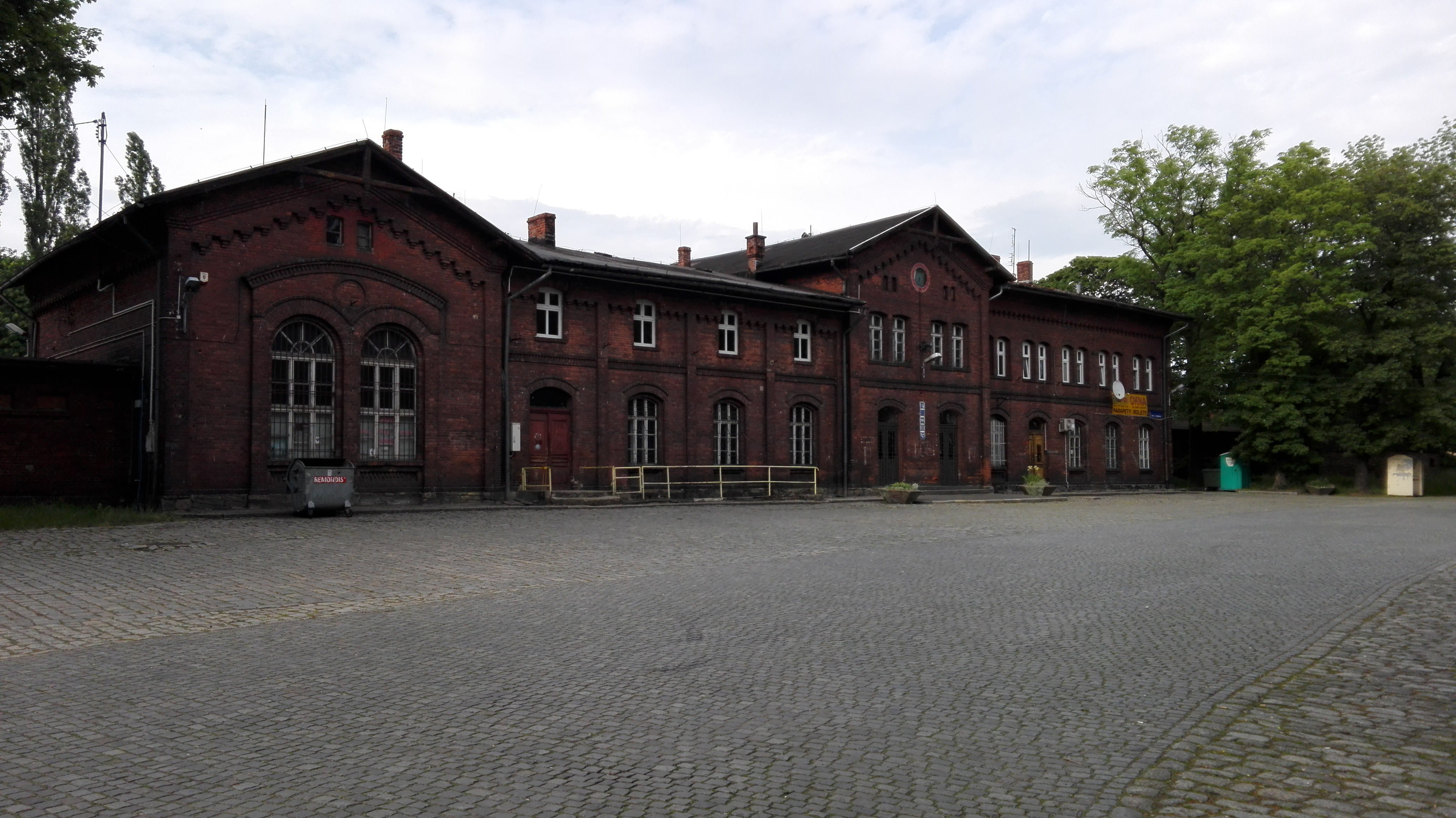
Dworzec kolejowy
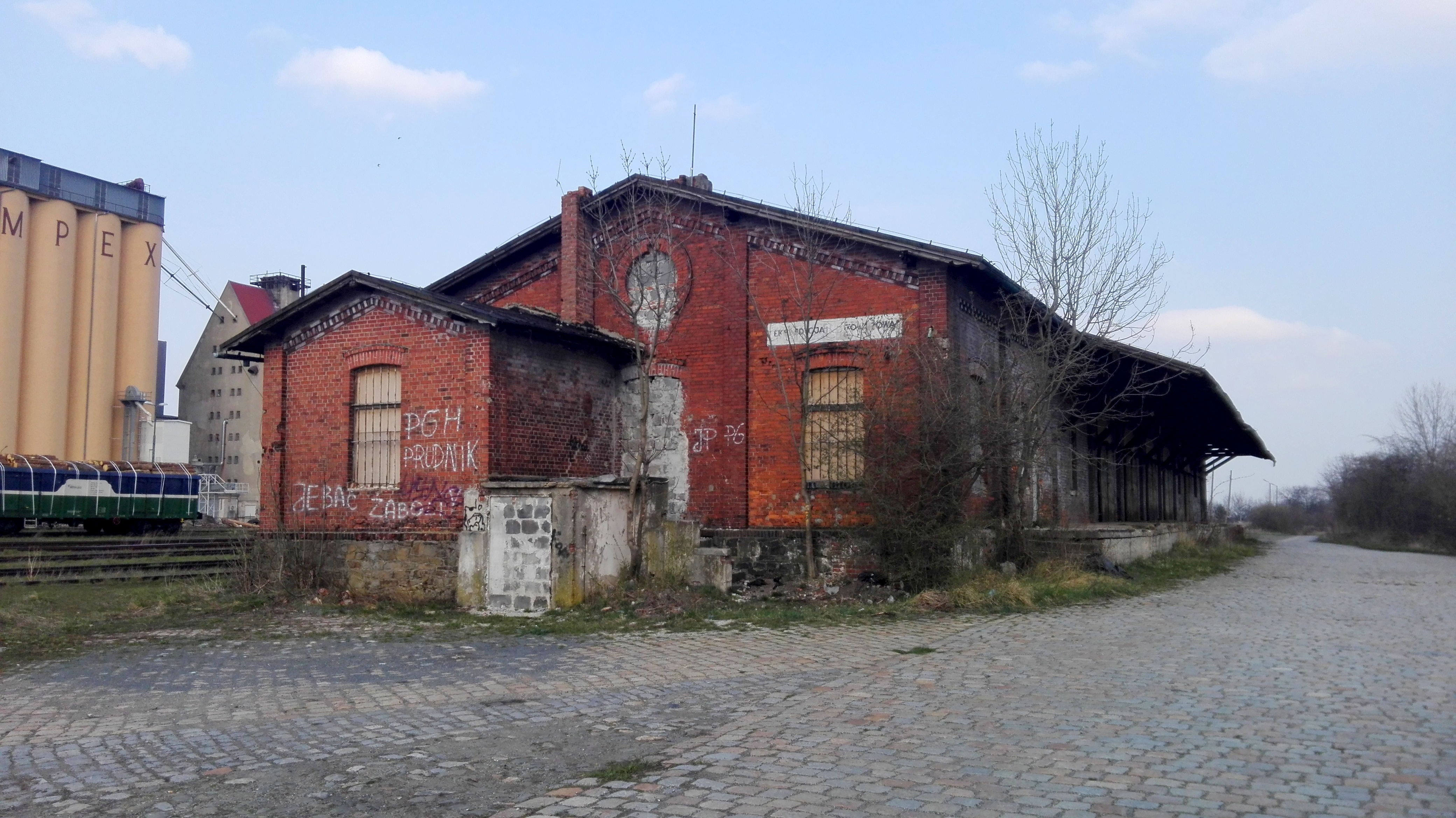
Dawna ekspedycja towarowa
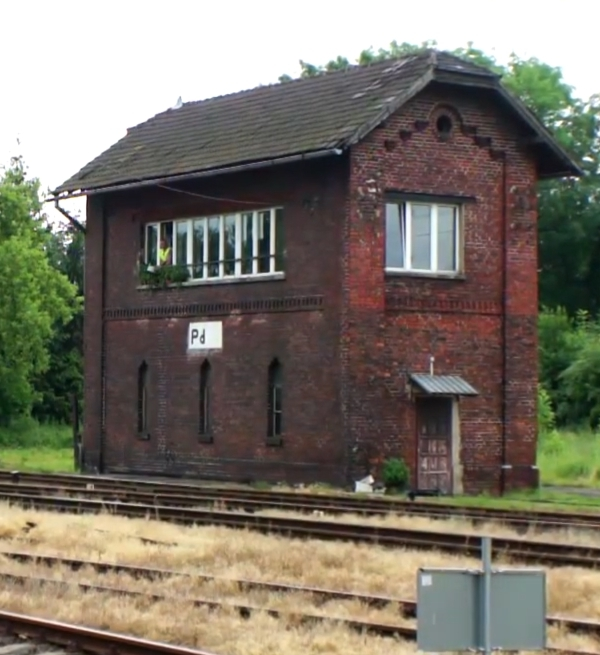
Nastawnia